# Staffordshire
Staffordshire – hrabstwo administracyjne (niemetropolitalne), ceremonialne i historyczne w środkowo-zachodniej Anglii, w regionie West Midlands.
Hrabstwo administracyjne zajmuje powierzchnię 2620 km², a zamieszkane jest przez 848 500 mieszkańców (2011). Hrabstwo ceremonialne, obejmujące dodatkowo jednostkę administracyjną unitary authority Stoke-on-Trent, liczy 2713 km² powierzchni oraz 1 097 500 mieszkańców (2011). Największymi miastami na terenie hrabstwa są Stoke-on-Trent, Newcastle-under-Lyme, Tamworth, Burton upon Trent, Stafford (stolica hrabstwa) oraz Cannock. Dwa miasta posiadają status city – Stoke-on-Trent oraz Lichfield.
W północnej części Staffordshire znajduje się kraina The Potteries, obejmująca miasto Stoke-on-Trent, słynąca z produkcji ceramiki. Północno-wschodni kraniec hrabstwa znajduje się na terenie parku narodowego Peak District.
Na zachodzie Staffordshire graniczy z hrabstwem Shropshire, na północy z Cheshire, na wschodzie z Derbyshire, na południowym wschodzie z Leicestershire i Warwickshire, na południu z West Midlands, a na południowym zachodzie z Worcestershire.

## Podział administracyjny
W skład hrabstwa wchodzi osiem dystryktów. Jako hrabstwo ceremonialne Staffordshire obejmuje dodatkowo jedną jednolitą jednostkę administracyjną (unitary authority).
1. Tamworth
2. Lichfield
3. Cannock Chase
4. South Staffordshire
5. Stafford
6. Newcastle-under-Lyme
7. Staffordshire Moorlands
8. East Staffordshire
9. Stoke-on-Trent (unitary authority)